# Копылов, Игорь Владимирович
Гога Копылов (настоящее имя Игорь Владимирович Копылов; 20 июля 1962, Ленинград, РСФСР, СССР) — советский и российский бас-гитарист.
Участник групп «Телевизор» (1984—1985), «Кофе» (1985—1987), «Петля Нестерова» (1987—1990), Nautilus Pompilius (1990—1997), «Ночные снайперы» (1999—2002).

## Биография
Родился 20 июля 1962 года в Ленинграде.
В начале 1980-х, учась в Ленинградском институте текстильной и лёгкой промышленности по специальности модельер изделий из кожи, присоединился к студенческой группе «Озеро», где сперва играл на гитаре, а затем перешёл на бас. Участвовал в сочинении песен. Группа исполняла «достаточно аморфную музыку — по стилю нечто среднее между арт-роком и текущей советской эстрадой» и так и не вышла за стены ЛИТЛП. Осенью 1983 году в группу приходит клавишник Михаил Борзыкин, но пробыв в группе 2 месяца он вместе с Копыловым покидает группу.
В феврале 1984 года они создают группу «Телевизор». В новой группе оказалось достаточно гитаристов, а басиста не было: «Когда обсуждался вопрос, кто будет играть на басу, оба гитариста — Петров и Беляев — как-то сразу посмотрели на меня, и мне ничего другого не оставалось, как согласиться. Я сказал: „Ну и ладно!“ — и взялся за бас». Той же весной «Телевизор» вступил в Рок-клуб и сразу же обратил на себя внимание своими яркими песнями. Участвовал в записи его первого альбома группы — «Шествие рыб», а на II Фестивале Рок-клуба был назван в числе лучших инструменталистов.
В августе 1985 года вместе с гитаристом Игорем Петровым покидает «Телевизор» и переходит в группу «Кофе», добавив в звучание группы «элемент столь необходимого ей в то время профессионализма». «Кофе» первыми в Ленинграде рискнули соединять на сцене звучание живых инструментов с фонограммой, привлекали к выступлениям танцоров набиравшего популярность брейк-дэнса, стремясь заменить морально устаревшие клише рока 70-х актуальными художественными идиомами.
Как отмечал Александр Кушнир, Копылов уже в то время «признавался одним из лучших бас-гитаристов Ленинграда. Он виртуозно владел безладовым басом, ориентируясь на технические приёмы Мика Карна (Japan) и басиста группы Пола Янга (в частности, неизгладимое впечатление на Гогу произвела басовая партия в мелодичном хите Янга Every Time You Go Away)».
В августе 1986 года «Кофе» распадается, после чего Копылов и Петров пытались записывать собственный материал под вывеской ГПУ (GOGA-PAT UNITED).
В декабре 1987 года вместе с Эдуардом Нестеренко и Александром Сениным создаёт группу «Петля Нестерова», которая в своём звучании ориентировалась на U2, The Smiths и The Cure. В начале 1988 группа была принята в Рок-клуб, а в феврале 1989 года записала на студии Алексея Вишни альбом «Кто здесь…».
В декабре 1989 Копылов был приглашён в новый состав «Наутилуса», сменив Дмитрия Умецкого. По словам Игоря Джавад-Заде: «Первоначально планировалось, что Гога на данном этапе поможет группе собрать „скелет“ песен. Но в очередной раз оказалось, что все временное является постоянным. Мы в Гогу сразу же влюбились — он приходил на репетиции с бенгальским огнем в глазах и виртуозно играл слэпом на безладовом басу». До осени 1990 года совмещая работу в обеих группах. В «Наутилусе» пребывал до распада коллектива в 1997 году.
В конце 1998 года новый директор группы «Ночные снайперы» Светлана Лосева, высоко ценившая «Наутилус», приглашает Копылова и Альберта Потапкина присоединиться к «Ночным снайперам», которая из акустической группы, выступавшей в клубах, превратилась в полноценную рок-группу. По словам Сургановой: «Когда „НАУ“ развалился, ребята стали скучать, поскольку остались не у дел. Света Лосева решила нас познакомить, они пришли на наш концерт, послушали и решили попытаться. Приятно, что мы им понравились, потому что они высокопрофессиональные музыканты и могли бы закапризничать». Дебют нового состава состоялся на сцене клуба «Спартак» 27 января 1999 года.
В сентябре 1999 года Борис Гребенщиков пригласил Копылова и Потапкина в «Аквариум», но в январе 2000 года Копылов, вернулся к «Ночным снайперам». Вместе с Копыловым группа записала в 2000 году альбом «Рубеж», принёсший ей популярность с оттенком скандальности.
В июле 2002 года отыграл в группе последний концерт. По словам Дианы Арбениной: «Не то чтобы он ушел. Мы просто поработали вместе и расстались».
После этого расстался с музыкой, сделав исключение только в 2013 году, дав серию концертов к юбилею группы Nautilus Pompilius «30 лет под водой».
В июле 2017 года попал в реанимацию с инсультом.

## Дискография
С группой «Телевизор»
- II фестиваль Ленинградского рок-клуба (1984)
- Шествие рыб (1985)
- III фестиваль Ленинградского рок-клуба (1985)

С группой «Кофе»
- Баланс (1986) (исполнение песни «Ошибка № 135»)

С группой «Петля Нестерова»
- Кто здесь? (1989)
- Ностальгия (1997) (переиздание альбома «Кто здесь?»)

С группой Nautilus Pompilius
- Наугад (1990)
- Родившийся в эту ночь (1991)
- Чужая земля (1992)
- Титаник (1994)
- Крылья (1995)
- Акустика (1996)
- Атлантида (1997)

С группой «Ночные снайперы»
- Рубеж (2000)
- Цунами (2002)
- Живой (2002)